# Dorcus Inzikuru
Dorcus Inzikuru, ugandska atletinja, * 2. februar 1982, Vurra, Uganda.
Nastopila je na poletnih olimpijskih igrah v letih 2004 in 2012. Na svetovnih prvenstvih je v teku na 3000 m z zaprekami osvojila naslov prvakinje leta 2005, kot tudi na igrah skupnosti narodov leta 2006.